# Кахкеджян, Каро
Каро́ Кахкеджя́н (арм. Կարո Քահքեջյան, 24 марта 1962, Алеппо — 26 июня 1993, Магауз, Нагорный Карабах) — армянский военный деятель из Сирии, участник Первой карабахской войны, основатель и командир добровольческого отряда «Крестоносцы». Был первым армянином из диаспоры, добровольно отправившимся воевать в Нагорный Карабах.

## Биография
Каро Кахкеджян родился в 1962 году в городе Алеппо, Сирия, в семье Айка и Анаит Кахкеджян и приходится внуком (по линии отца) Сааку Аслану — телохранителю генерала Дро. Жил в США. Высшее образование по специальности архитектор получил в Германии. В 1980 году поступает на механико-машиностроительный факультет Франкфуртского инженерного университета. Владел армянским, английским, французским, немецким, испанским, турецким, курдским и арабским языками.
После Спитакского землетрясения впервые прибыл в Армению. Занимался оказанием помощи пострадавшим районам, привлекая средства армянской диаспоры.
В числе добровольцев из армянской диаспоры принимал участие в Первой карабахской войне. Каро Кахкеджян организовал отряд «Крестоносцы», участвовал в боях под Мартуни, Гадрутом, Мардакертом, Лачином и Кельбаджаром.
Во время боя за высоту Пушкен-Ял сражался вместе со своим отрядом, удерживая высоту до прибытия армянских сил. Каро Кахкеджян погиб 26 июня 1993 года в боях под Мардакертом возле села Магауз (Чардаглы). По словам его брата, Троя Кахкеджяна, также состоявшего в отряде «Крестоносцы», это произошло в результате обстрела из стрелкового оружия. Похоронен на Ераблуре.

## Память
В 2010 году был снят художественный фильм «Призрак Белого медведя», посвященный памяти Каро Кахкеджяна.